# Sebastian von Bergen

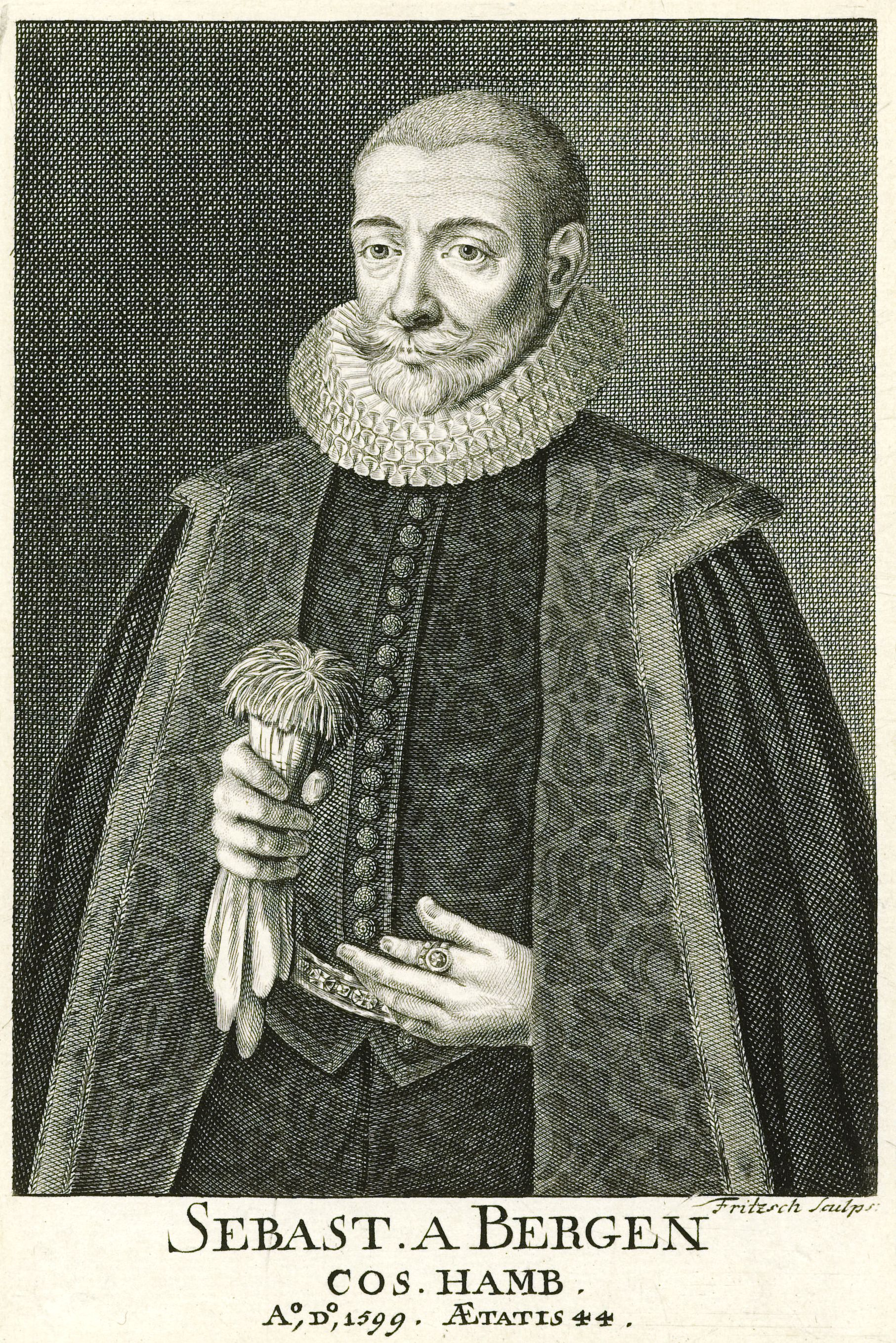
Sebastian Bergen, Kupferstich von Christian Fritzsch (1599)

Sebastian von Bergen, auch Sebastianus a Bergen (* 1554 in Hamburg; † 24. Oktober 1623 ebenda) war ein deutscher Jurist, Staatsmann und Hamburger Bürgermeister.

## Leben
Nach dem Besuch der Gelehrtenschule des Johanneums in Hamburg bezog er 1575 die Universität Leiden (Südholland), um Rechtswissenschaft zu studieren, ging 1578 an die Universität Rostock und studierte ab 1580 an der Universität Wittenberg. Hier wurde er nach einer glänzend bestandenen Lizentiatprüfung der Rechte (1583) vom sächsischen Kurfürsten August 1584 mit einer außerordentlichen juristischen Professur an der Universität betraut.
1585 wurde er als Staatssekretär nach Hamburg zurückberufen, wo er als Gesandter in Staatsgeschäften bei auswärtigen Höfen tätig war. Diese führten ihn an den Hof Elisabeths I. nach England, 1599 zu Heinrich IV. nach Frankreich, 1603 zu König Christian IV. nach Dänemark, 1604 zu König Jacob I. nach England und 1605 nach Schweden. Auch nahm er 1608 am Reichstag zu Regensburg teil. Die von ihm geführten Verhandlungen führten zur Loslösung Hamburgs, das eine Stellung als international-neutraler Stapelplatz in Nordwesteuropa anstrebte, aus der deutschen Hanse.
Im Jahre 1601 wurde er Ratsherr in Hamburg und 1614 Bürgermeister der Stadt. Er gründete 1610 eine umfangreiche Sammlung für die Bibliothek des Johanneums, der heutigen Staats- und Universitätsbibliothek Hamburg, und wollte dieser testamentarisch eine größere Summe stiften. Bergen verfasste während seiner Zeit auch verschiedene Schriften.
Sebastian von Bergen war verheiratet mit Margaretha Moller. Nach seinem Tod heiratete sie den Philologen Friedrich Lindenbrog.

## Werke
- 32 Theses de jure testium, Wittenberg 1583
- Disputations II de tutela et cura, Wittenberg 1583 und 1584
- Disputationes IV de donationibus et testamentis subjectae explicationi instrutitutionum imperialium, Wittenberg 1584

Weitere Schriften sind im Hamburger Schriftstellerlexikon aufgeführt.